# Sterigmatocystine
Sterigmatocystine is een giftige stof van het type dermatoxine, uit het schimmelgeslacht Aspergillus. Deze komt voor op beschimmelde kaaskorsten.

## Toxicologie en veiligheid
De IARC-classificatie van sterigmatocystine is groep 2B, wat betekent dat deze mogelijk kankerverwekkend is voor de mens. Het risico in de praktijk is echter laag, omdat deze stof alleen op beschimmelde kaaskorsten voorkomt, en de kans van dagelijkse inname daardoor erg laag is. Een beschimmelde korst kan het best niet meer gecomsumeerd worden, maar na het wegsnijden van de korst kan de kaas nog wel opgegeten worden. De schimmel die sterigmatocystine produceert is een ander soort schimmel dan deze op de kaas zelf voorkomt, die zelf gewoon kan weggesneden worden vóór consumptie.